# Grand Prix-seizoen 1929
Het Grand Prix-seizoen 1929 was het op een na laatste Grand Prix-jaar voordat het Europees kampioenschap werd verreden. Het seizoen begon op 24 maart en eindigde op 17 november na twee Grandes Épreuves en 26 andere races.

## Kalender

### Grandes Épreuves
| Ronde | Datum        | Grand Prix       | Circuit      | Winnaar      | Constructeur      | Verslag |
| ----- | ------------ | ---------------- | ------------ | ------------ | ----------------- | ------- |
| 1     | 30 mei       | Indianapolis 500 | Indianapolis | Ray Keech    | Simplex PR-Miller | verslag |
| 2     | 21 september | Frankrijk        | Le Mans      | "W Williams" | Bugatti           | verslag |

### Andere races
| Datum        | Land      | Racenaam                     | Circuit       | Winnaar             | Constructeur | Verslag |
| ------------ | --------- | ---------------------------- | ------------- | ------------------- | ------------ | ------- |
| 24 maart     | Italië    | Grand Prix van Tripoli       | Tripoli       | Gastone Brilli-Peri | Talbot       | verslag |
| 1 april      | Frankrijk | Grand Prix van Antibes       | Garoupe       | Mario Lepori        | Bugatti      | verslag |
| 7 april      | Frankrijk | Grand Prix van de Riviera    | Cannes        | Edward Bret         | Bugatti      | verslag |
| 7 april      | Frankrijk | Grand Prix van Algerije      | Staouéli      | Marcel Lehoux       | Bugatti      | verslag |
| 14 april     | Monaco    | Grand Prix van Monaco        | Monte Carlo   | "W Williams"        | Bugatti      | verslag |
| 21 april     | Italië    | Alessandria Circuit          | Bordino       | Achille Varzi       | Alfa Romeo   | verslag |
| 5 mei        | Italië    | Coppa Florio                 | Madonie       | Albert Divo         | Bugatti      | verslag |
| 5 mei        | Italië    | Targa Florio                 | Madonie       | Albert Divo         | Bugatti      | verslag |
| 9 mei        | Frankrijk | Grand Prix van Bourgondië    | Dijon         | "Philippe"          | Bugatti      | verslag |
| 19 mei       | België    | Grand Prix des Frontières    | Chimay        | Goffredo Zehender   | Alfa Romeo   | verslag |
| 26 mei       | Italië    | Grand Prix van Rome          | Tre Fontane   | Achille Varzi       | Alfa Romeo   | verslag |
| 2 juni       | Italië    | Pozzo Circuit                | Verona        | Giovanni Alloatti   | Bugatti      | verslag |
| 9 juni       | Italië    | Mugello Circuit              | Mugello       | Gastone Brilli-Peri | Talbot       | verslag |
| 9 juni       | Frankrijk | Grand Prix van Picardië      | Péronne       | Henry Auber         | Bugatti      | verslag |
| 16 juni      | Frankrijk | Grand Prix van Lyon          | Quincieux     | "Simpson"           | Bugatti      | verslag |
| 23 juni      | België    | Thuin Circuit                | Thuin         | Freddy Charlier     | Bugatti      | verslag |
| 7 juli       | Frankrijk | Grand Prix de la Marne       | Reims-Gueux   | Philippe Étancelin  | Bugatti      | verslag |
| 7 juli       | Frankrijk | Grand Prix van Dieppe        | Dieppe        | René Dreyfus        | Bugatti      | verslag |
| 7 juli       | Italië    | Camaiore Circuit             | Camaiore      | Renato Balestrero   | Bugatti      | verslag |
| 21 juli      | Italië    | Coppa Montenero              | Montenero     | Achille Varzi       | Alfa Romeo   | verslag |
| 25 juli      | Spanje    | Grand Prix van San Sebastián | Lasarte       | Louis Chiron        | Bugatti      | verslag |
| 18 augustus  | Frankrijk | Grand Prix du Comminges      | Saint-Gaudens | Philippe Étancelin  | Bugatti      | verslag |
| 22 augustus  | Frankrijk | Grand Prix van La Baule      | La Baule      | Philippe Étancelin  | Bugatti      | verslag |
| 15 september | Italië    | Grand Prix van Monza         | Monza         | Achille Varzi       | Alfa Romeo   | verslag |
| 29 september | Italië    | Cremona Circuit              | Cremona       | Gastone Brilli-Peri | Alfa Romeo   | verslag |
| 17 november  | Tunesië   | Grand Prix van Tunis         | Le Bardo      | Gastone Brilli-Peri | Alfa Romeo   | verslag |

1894 · 1895 · 1896 · 1897 · 1898 · 1899 · 1900 · 1901 · 1902 · 1903 · 1904 · 1905 · 1906 · 1907 · 1908 · 1909 · 1910 · 1911 · 1912 · 1913 · 1914 · 1915 · 1916 · Eerste Wereldoorlog · 1919 · 1920 · 1921 · 1922 · 1923 · 1924 · 1925 · 1926 · 1927 · 1928 · 1929 · 1930 · 1931 · 1932 · 1933 · 1934 · 1935 · 1936 · 1937 · 1938 · 1939 · 1940-1945 (Tweede Wereldoorlog) · 1946 · 1947 · 1948 · 1949 
 Lijst van Grand Prix-wedstrijden voor 1950